# Frank Hamilton Spearman

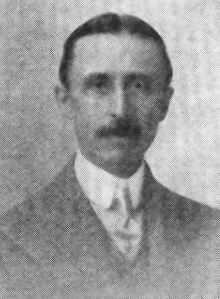
Frank Hamilton Spearman anno 1911

Frank Hamilton Spearman (* 6. September 1859 in Buffalo; † 29. Dezember 1937 in Hollywood) war ein US-amerikanischer Schriftsteller.

## Leben
Frank Spearman, der Sohn des Farmers Simon Van Winkle Spearman (1800–1875) aus Smyrna (Delaware) und dessen Frau Emmaline Dunning (1829–1876) aus Delaware, wurde als jüngstes von drei Kindern geboren. Die Familie lebte in Appleton (Wisconsin). Frank, ein guter Schüler, bekam dort seine Schulbildung. Der Vater, in Appleton Ladenbesitzer und Handlungsreisender geworden, starb kurz vor der Mutter. Frank, als Siebzehnjähriger verwaist, ging mit seinem Bruder Harry nach Chicago in den Lebensmittelhandel. Frank Spearman heiratete am 5. Juni 1884 Eugenia Amelia Lonergan (1857–1945) aus Chicago. Das Paar bekam vier Kinder. Eugenia war die Tochter eines wohlhabenden Bauträgers. Das junge Paar lebte wieder in Appleton. Frank Spearman war als Verkäufer tätig. Darauf wechselte er ins Bankgewerbe. 1886 bis 1894 stand er als Kleinstadtbanker der Farmers and Merchants Bank in McCook (Nebraska) vor. Diese Unternehmung der Familie Spearman prosperierte zunächst, überstand jedoch die Dürrejahre in der Region und das globale Konjunkturtief nicht. Frank Spearman blieb in Nebraska und ging im Mai 1894 mit seiner Familie nach Omaha. Neben seiner Arbeit als Angestellter in einer Brennerei machte er dort Schreibversuche. Ein Jahr darauf erbte Eugenia. Die Familie zog in die Nähe Chicagos nach Wheaton (Illinois). Zwar hielt Spearman auch in dem neuen Wohnort – wie in McCook und Omaha – am Hauptberuf des Geschäftsmannes fest, firmierte auf dem Sektor Mietrendite, versuchte sich aber nebenbei weiterhin als Schriftsteller. 1897 publizierte er seine Eisenbahnergeschichte Second Seventy Seven. Albert Lee von Harper’s und Samuel T. McClure ermutigten ihn daraufhin zum Verfassen weiterer Erzählungen aus dem Genre. 1898 – im ersten Jahr seiner Karriere als hauptberuflicher Autor – reichte die jährliche Gesamteinnahme von knapp 600 Dollar zwar kaum für das Überleben, doch der eingeschlagene neue Berufsweg als Prosaautor sollte sich mit der Zeit als goldrichtig erweisen: Nach Publikation von zwei Erzählbänden mit je zehn Geschichten – The Nerve of Foley and Other Railroad Stories im Jahr 1900 und Held for Orders im Jahr 1901 sowie weiterer Prosabände – konnte er sich im März 1906 mit dem Eisenbahnerroman Whispering Smith als Prosaautor in den Vereinigten Staaten durchsetzen. So blieb er mit diesem Thema in der Erinnerung des US-amerikanischen Lesers: In den letzten beiden Jahrzehnten des 19. Jahrhunderts war auch durch solche beschriebenen Eisenbahner die Prärie mit der US-Zivilisation verbunden worden. Dabei war der erfolgreiche Western-Autor Spearman nie in das US-Eisenbahnwesen involviert gewesen.
1915 zog er nach Hollywood um.
Die letzte Ruhe fand der Romancier auf dem Calvary Friedhof in Los Angeles.

## Werke (Auswahl)

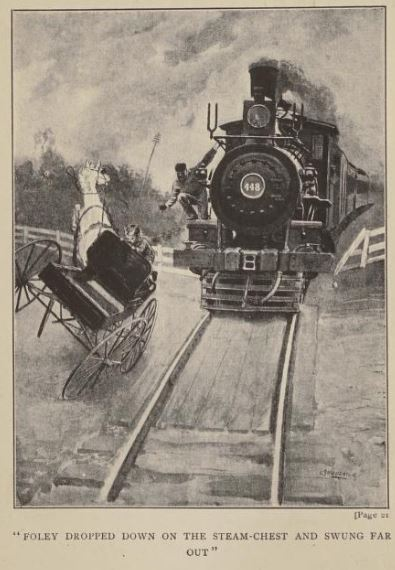
Frontispiz: The nerve of Foley and other railroad stories. New York 1900

- The nerve of Foley and other railroad stories. New York 1900[5]
- Held for orders. Being stories of railroad life. New York 1901[6]
- Conductor Pat Francis. S. 125 in der Kurzgeschichtensammlung The Railroad. New York 1901 (zusammen mit den Autoren Elmore Elliott Peake (1871–1930), F. B. Tracy, William McLeod Raine  (1871–1954) und James A. Hill)
- Doctor Bryson. A novel. New York 1902
- The daughter of a magnate. New York 1903 (Aufl. 1910)[7]
- The strategy of great railroads. New York 1904 (Aufl. 1906)
- The close of the day. New York 1904
- Whispering Smith. New York 1906[8]
- The Ghost At Point Of Rocks. Kurzgeschichte in Scribner’s Magazine Augustheft 1907
- Robert Kimberly. New York 1911
- The mountain divide. Toronto 1912
- Merrilie Dawes. New York 1913
- Nan of Music Mountain. New York 1916[9]
- Laramie holds the range. New York 1921
- The marriage verdict. A novel. New York 1923
- Selwood of Sleepy Cat. New York 1925
- Flambeau Jim. New York 1927
- Spanish Lover. New York 1930
- Hell’s Desert. New York 1933
- Gunlock Ranch. New York 1935
- Carmen of the rancho. New York 1937

## Ehrung
1935: Laetare-Medaille, University of Notre Dame